# Sashi Rawal
Sashi Rawal (in nepalese: शशि रावल) (Kabhresthali, 12 settembre ...) è una musicista, cantante e modella nepalese.

## Biografia

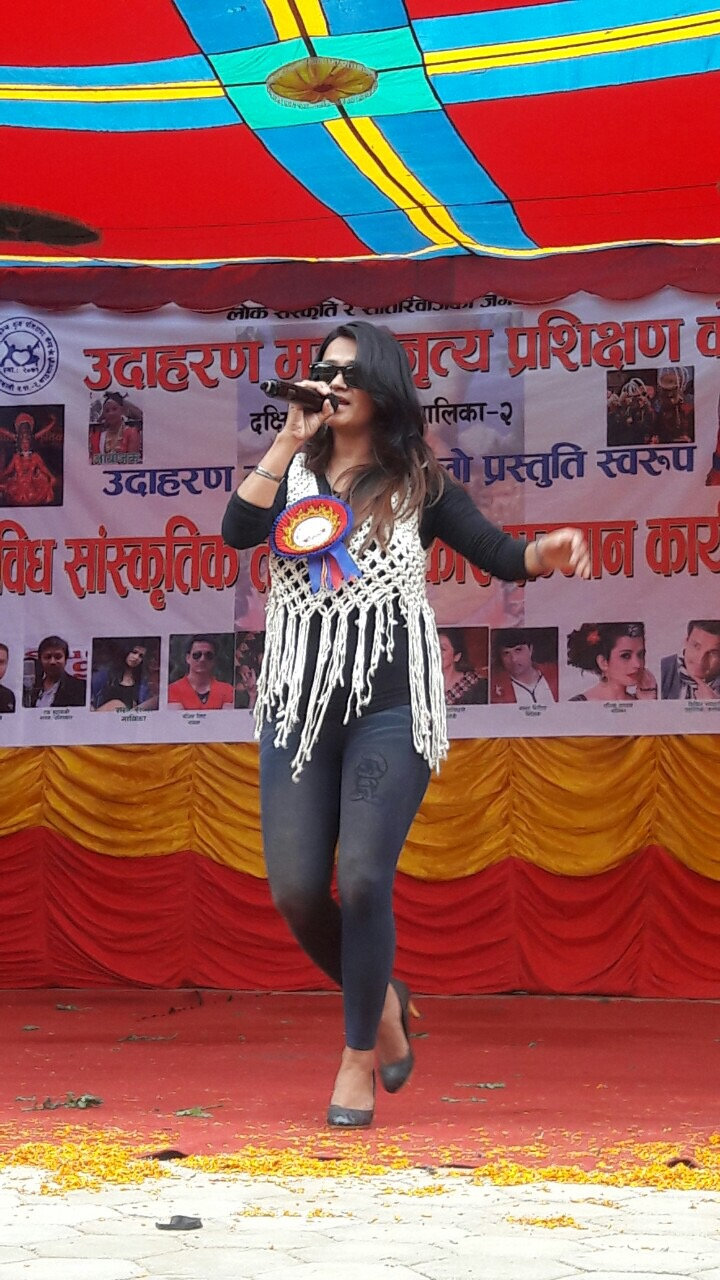
Sashi Rawal che canta in concerto

È nata a Kabhresthali nel distretto di Katmandu dal padre Mohan Rawal e dalla madre Kanchi Rawal, ha un fratello di nome Maheshwor Rawal. Qui ha trascorso la sua infanzia fino all'età adulta.
Ha completato la sua istruzione al collegio Padma Charka e al Siddhartha Vanasthali.
Successivamente si è dedicata alla musica, prediligendo il genere pop. Dopo un periodo passato in Giappone, dove ha trovato il suo compagno, è tornata in Nepal per continuare con la sua passione, la musica. È diventata popolare con la canzone intitolata Chahana sakiyo sakiyo bahana sakiyo, scritta e composta da Kali Prasad Baskota e tratta dal suo album d’esordio Entrance, pubblicato nel 2007. La prima canzone che ha pubblicato, scritta e composta interamente da sola, è stata Timro Haat Samai, estratta dall’ album Saathi pubblicato nel 2011. L’album seguente, Taali Bajai Deu, è stato regalato e dedicato a sua madre, da quest’album ha estratto il singolo Taali Bajai Deu.
Successivamente è stata coinvolta nel progetto della canzone Melancholy, a cui hanno partecipato 365 artisti nepalesi. La canzone è stata scritta, composta e diretta dall'ambientalista Nipesh Dhaka e registrata il 19 maggio 2016 presso lo studio di Radio Nepal e inserita nel Guinness dei primati come "Maggior assoli vocali in una canzone" il 1º febbraio 2018.
Sashi Rawal è stata eletta alla carica di membro del comitato esecutivo della Nepal Musicians Association dove condivide i suoi pensieri e le sue idee sulla musica nepalese.

## Discografia

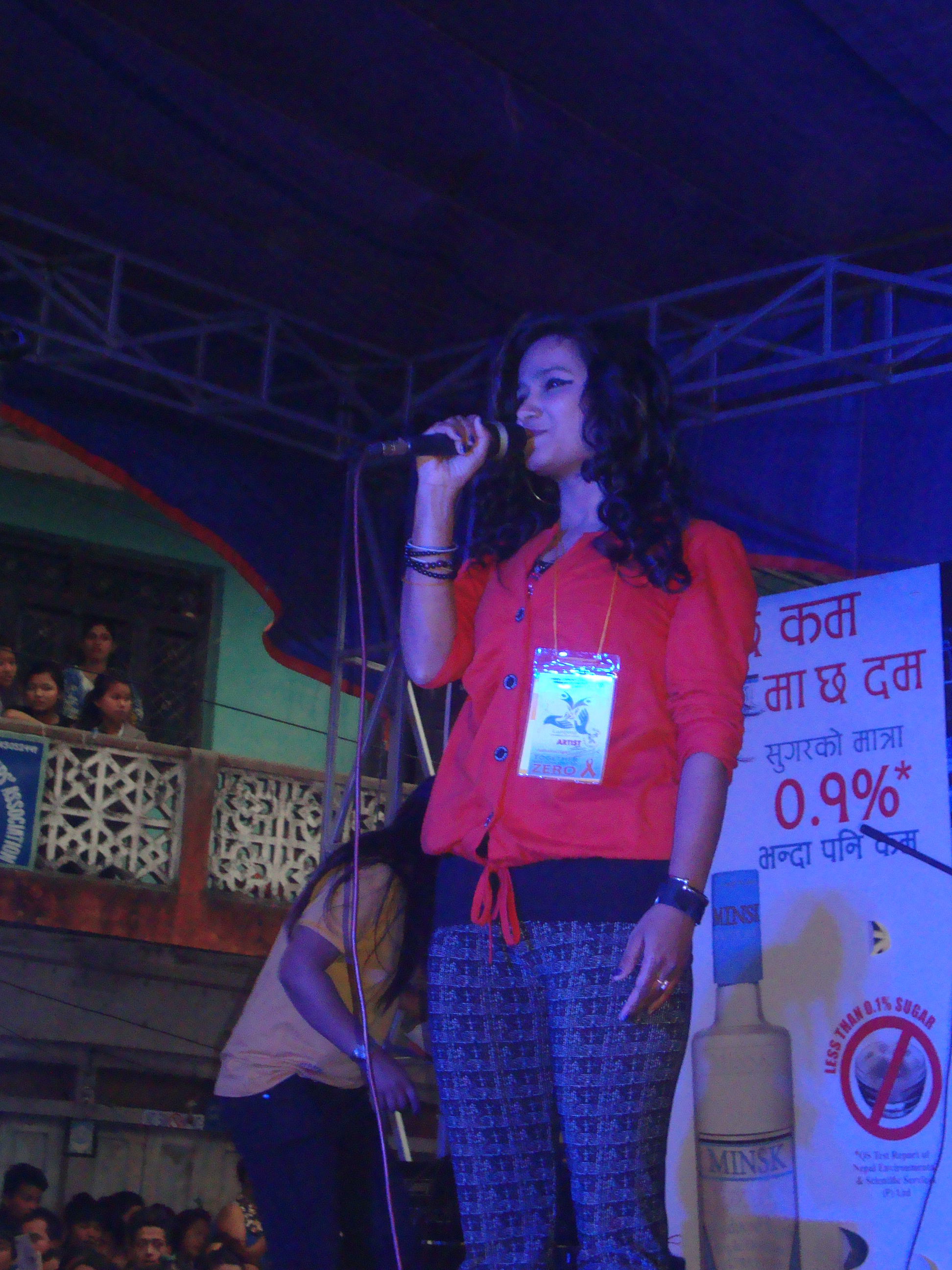
Sashi Rawal in un concerto del 2014 tenutosi a Besisahar nel distretto di Lamjung

### Album in studio
- 2007 – Entrance (con Kali Prasad Baskota)
- 2010 – Saathi
- 2014 – Taali Bajai Deu

### Raccolte
- 2013 – Nepali Artist
- 2018 – Mero Desha Nepal

### EP
- 2015 – Resham Filili (Original Motion Picture Soundtrack)

### Singoli
- 2007 – Chahana sakiyo sakiyo bahana sakiyo
- 2009 – Entrance
- 2010 – Timro Haat Samai
- 2015 – Lootera (Original Motion Picture Soundtrack)
- 2016 – Utsav
- N.D. – Ritto Ritto

## Premi conseguiti
| Anno | Premio                       | Categoria | Risultato       |
| ---- | ---------------------------- | --- | --------------- |
| 2005 | Junior Diploma nel canto     | Medaglia d'oro nel canto classico di Kalanidhi Indira Sangeet Mahavidhyalaya diretto dal comitato musicale di preghiera Allabhad | Vincitore/trice |
| 2008 | Chahana Sakiyo Bahana Sakiyo | Migliore performance vocale pop femminile                                                                                        | Vincitore/trice |
| 2011 | Timro Haat Samai             | Miglior lirica pop | Vincitore/trice |